# 1631
Il 1631 (MDCXXXI in numeri romani) è un anno  del XVII secolo.

## Eventi
- Epidemia di peste in Italia tra il 1630 e il 1631.
- 6 aprile – Trattato di Cherasco: Fine alla guerra di successione di Mantova e del Monferrato. Il Ducato di Mantova passa a Carlo di Nevers.
- 28 aprile – Con la morte dell'ultimo Della Rovere, Francesco Maria II duca di Urbino, cessa di esistere il Ducato di Urbino, che viene assorbito per diritti feudali dallo Stato Pontificio divenendone così provincia.
- 20 maggio – Sacco di Magdeburgo: Dopo mesi di resistenza, la città di Magdeburgo viene presa e saccheggiata dalle truppe cattoliche.
- 17 settembre – Battaglia di Breitenfeld: Sotto il comando del re di Svezia Gustavo Adolfo, le forze protestanti infliggono una decisiva sconfitta all'armata cattolica guidata dal conte di Tilly.
- 28 ottobre – Naufraga al largo di Veracruz il galeone spagnolo Nuestra Señora del Juncal, che trasportava il più grande carico di metalli preziosi mai istradati dal Nuovo Mondo verso la Spagna.
- 16 dicembre – Eruzione del Vesuvio: Dopo 130 anni di quiescenza, all'alba del 16 dicembre, il Vesuvio erutta violentemente.

## Nati

### Gennaio
- 6 gennaio - Anne Hamilton, III duchessa di Hamilton, nobildonna scozzese († 1716)
- 28 gennaio - Arthur Capell, I conte di Essex, nobile inglese († 1683)
- 29 gennaio - Francesco Marino I Caracciolo, IV principe di Avellino, militare e principe italiano († 1674)

### Febbraio
- 16 febbraio - Fortunato Ilario Carafa della Spina, cardinale e vescovo cattolico italiano († 1697)

### Marzo
- 3 marzo - Francesco Picarelli, vescovo cattolico italiano († 1708)
- 3 marzo - Enrico Vialardi di Villanova, vescovo cattolico italiano († 1711)
- 11 marzo - Gabriele Filippucci, cardinale italiano († 1706)
- 30 marzo - Alessandro II Pico della Mirandola, nobile e militare italiano († 1691)

### Aprile
- 13 aprile - Laurenz Tanner, politico svizzero († 1701)
- 15 aprile - Piero Bonsi, cardinale e ambasciatore italiano († 1703)
- 21 aprile - Francesco Maidalchini, cardinale italiano († 1700)
- 21 aprile - Conrad Zellweger, politico svizzero († 1695)

### Maggio
- 2 maggio - John Murray, I marchese di Atholl, politico scozzese († 1703)
- 10 maggio - Flavio Chigi, cardinale italiano († 1693)
- 18 maggio - Stanisław Papczyński, religioso polacco († 1701)

### Giugno
- 8 giugno - Alonso Enríquez de Santo Tomás, religioso, teologo e vescovo cattolico spagnolo († 1692)
- 9 giugno - Carlo II Cybo-Malaspina, sovrano italiano († 1710)
- 22 giugno - Francis Rombouts, politico belga († 1691)
- 26 giugno - Vincenzo Albrici, compositore e organista italiano († 1687)

### Luglio
- 15 luglio - Richard Cumberland, filosofo, scrittore e teologo inglese († 1718)

### Agosto
- 5 agosto - Adam Adamandy Kochański, matematico polacco († 1700)
- 19 agosto - Maffeo Barberini, II principe di Palestrina, nobile italiano († 1685)
- 19 agosto - John Dryden, poeta, drammaturgo e critico letterario inglese († 1700)
- 24 agosto - Philip Henry, religioso britannico († 1696)
- 29 agosto - Enrico Noris, storico e cardinale italiano († 1704)
- 31 agosto - Giovanni Maria Bertolo, giurista italiano († 1707)

### Settembre
- 6 settembre - Charles Porter, politico irlandese († 1696)
- 9 settembre - Fortunato Vinaccesi, scienziato italiano († 1713)
- 23 settembre - Antonio Perez della Lastra, vescovo cattolico spagnolo († 1700)
- 26 settembre - Giovanni Battista Bianchi, architetto e scultore italiano († 1687)
- 29 settembre - Johann Heinrich Roos, pittore tedesco († 1685)

### Ottobre
- 1º ottobre - Toussaint de Forbin-Janson, cardinale e vescovo cattolico francese († 1713)
- 3 ottobre - Sebastian Anton Scherer, compositore e organista tedesco († 1712)
- 4 ottobre - Benjamin von Block, pittore tedesco († 1689)
- 6 ottobre - Emmanuele di Anhalt-Köthen, nobile tedesco († 1670)
- 13 ottobre - Michael Oswald von Thun-Hohenstein, conte e funzionario boemo († 1694)
- 14 ottobre - Gaudenzio Brunacci, medico e letterato italiano († 1669)
- 26 ottobre - Leopold Karl von Kollonitsch, arcivescovo cattolico e cardinale tedesco († 1707)
- 30 ottobre - Pierre Beauchamp, danzatore, coreografo e musicista francese († 1705)

### Novembre
- 4 novembre - Maria Enrichetta Stuart, principessa britannica († 1660)
- 16 novembre - Enea Silvio Caprara, generale austriaco († 1701)
- 17 novembre - Marco d'Aviano, francescano e presbitero italiano († 1699)
- 26 novembre - Simone Mastacchi, fantino italiano († 1676)
- 28 novembre - Abraham Brueghel, pittore fiammingo († 1697)

### Dicembre
- 6 dicembre - Antonio Zanchi, pittore italiano († 1722)
- 10 dicembre - Jean-Baptiste de Champaigne, pittore e decoratore francese († 1681)
- 10 dicembre - Francesco Lana de Terzi, gesuita, matematico e naturalista italiano († 1687)
- 14 dicembre - Anne Conway, filosofa inglese († 1679)
- 24 dicembre - Bernardo Gustavo di Baden-Durlach, militare, abate e cardinale tedesco († 1677)
- 30 dicembre - Henry Fairfax, IV lord Fairfax di Cameron, nobile scozzese († 1688)

### Senza giorno specificato
- Selim I Giray († 1704)
- Mulay al-Rashid, sultano marocchino († 1672)
- Edward Petre, gesuita inglese († 1699)
- Ludolf Bakhuizen, pittore olandese († 1708)
- Ippolito Centurione, nobile e corsaro italiano († 1685)
- Egidio Colonna di Sciarra, III principe di Carbognano, nobile italiano († 1686)
- Giovan Giacomo Corniani, funzionario e diplomatico italiano († 1707)
- Pompeo Ghitti, pittore italiano († 1703)
- Filippo Giannetto, pittore italiano († 1702)
- Nicola Gliri, pittore italiano
- Johann Gottfried Gregori, drammaturgo e religioso tedesco († 1675)
- Cornelis de Heem, pittore olandese († 1695)
- Edmund Hickeringill, religioso e militare inglese († 1708)
- Nicolas Lebègue, compositore, organista e clavicembalista francese († 1702)
- Richard Lower, medico britannico († 1691)
- Ercole Domenico Monanni, vescovo cattolico italiano († 1710)
- Antonio Annibale Nasini, pittore italiano († 1668)
- Andries Pels, drammaturgo e poeta olandese († 1681)
- Nicolas Perelle, incisore e pittore francese († 1695)
- Sebastiano Perissi, vescovo cattolico italiano († 1701)
- Carlo Gregorio Rosignoli, gesuita e predicatore italiano († 1707)
- Agostino Saluzzo, doge († 1700)
- Peder Syv, filologo danese († 1702)
- François Vatel, cuoco e pasticciere francese († 1671)
- Marco Vitale, avvocato italiano († 1647)
- John Washington, militare e politico inglese († 1677)
- Maddalena Sibilla di Holstein-Gottorp, nobile tedesca († 1719)

## Morti

### Gennaio
- 3 gennaio - Michelangelo Galilei, compositore italiano (n. 1575)
- 7 gennaio - Marsilio Peruzzi, arcivescovo cattolico italiano
- 14 gennaio - Tsugaru Nobuhira, militare giapponese (n. 1586)
- 20 gennaio - Jacob Matham, incisore e disegnatore olandese (n. 1571)
- 21 gennaio - Diego Guzmán de Haros, cardinale spagnolo (n. 1566)
- 26 gennaio - Ludovico Federico di Württemberg-Mömpelgard, nobile tedesco (n. 1586)

### Febbraio
- 4 febbraio - Michele Damasceni Peretti, I principe di Venafro, nobile italiano (n. 1577)
- 4 febbraio - Giovanni Maria da Noto, religioso e presbitero italiano (n. 1563)
- 4 febbraio - Bartolomé Leonardo de Argensola, poeta, storico e presbitero spagnolo (n. 1562)

### Marzo
- 10 marzo - Abu Marwan Abd al-Malik II, sovrano marocchino
- 14 marzo - Virgilio Cepari, religioso e gesuita italiano (n. 1564)
- 15 marzo - Thomas Fienus, medico svizzero (n. 1567)
- 28 marzo - Juan van der Hamen, pittore spagnolo (n. 1596)
- 31 marzo - John Donne, poeta, religioso e saggista inglese (n. 1572)

### Aprile
- 2 aprile - Nicolò Contarini, doge (n. 1553)
- 4 aprile - Giulio Cesare Strozzi, nobile, politico e ambasciatore italiano
- 5 aprile - Sinibaldo Scorza, pittore italiano (n. 1589)
- 12 aprile - Maeda Nagatane, militare giapponese (n. 1550)
- 15 aprile - Antonio d'Aragona Moncada, nobile e diplomatico italiano (n. 1587)
- 15 aprile - Paolo Spada, mercante italiano (n. 1541)
- 18 aprile - Cosimo de' Bardi, giurista e arcivescovo cattolico italiano (n. 1576)
- 28 aprile - Francesco Maria II della Rovere, condottiero italiano (n. 1549)
- 29 aprile - Ulisse Giocchi, pittore italiano
- 30 aprile - Luisa Margherita di Lorena, nobildonna francese (n. 1588)

### Maggio
- 3 maggio - Tommaso da Olera, religioso italiano (n. 1563)
- 6 maggio - Robert Bruce Cotton, politico inglese (n. 1571)
- 7 maggio - Giovanni Tiepolo, patriarca cattolico italiano (n. 1570)
- 24 maggio - Juan de Prado, missionario spagnolo (n. 1563)
- 26 maggio - Arrigo Caterino Davila, militare, scrittore e storico italiano (n. 1576)

### Giugno
- 13 giugno - Lorenzo Pignoria, storico, antiquario e archeologo italiano (n. 1571)
- 16 giugno - Giovanni Antonio Molineri, pittore italiano (n. 1577)
- 17 giugno - Mumtaz Mahal, nobildonna persiana (n. 1593)
- 21 giugno - John Smith, militare, marinaio e scrittore britannico (n. 1580)

### Luglio
- 1º luglio - Nicholas Tufton, I conte di Thanet, nobile e politico inglese (n. 1577)
- 2 luglio - Dario Castello, compositore e violinista italiano (n. 1602)
- 5 luglio - Agustín de Hinojosa y Montalvo, vescovo cattolico spagnolo (n. 1575)
- 10 luglio - Costanza d'Asburgo, regina (n. 1588)
- 10 luglio - Wratislaw I von Fürstenberg, militare ceco (n. 1584)
- 11 luglio - Girolamo Canini, linguista e presbitero italiano (n. 1551)
- 19 luglio - Cesare Cremonini, filosofo italiano (n. 1550)
- 22 luglio - Álvaro de Mendoza, vescovo cattolico spagnolo
- 28 luglio - Guillén de Castro, drammaturgo spagnolo (n. 1569)
- 28 luglio - Giorgio Damini, pittore italiano
- 28 luglio - Pietro Damini, pittore italiano (n. 1592)

### Agosto
- 1º agosto - Giovanni Antonio Agostini, pittore e intagliatore italiano (n. 1550)
- 3 agosto - Jean Prévost, medico e botanico svizzero (n. 1585)
- 14 agosto - Carlo di Gonzaga-Nevers, nobile (n. 1609)
- 14 agosto - Marcello Giovanetti, poeta, scrittore e avvocato italiano (n. 1598)
- 21 agosto - Matija Divković, filosofo e teologo bosniaco (n. 1563)
- 28 agosto - Marino Zorzi, vescovo cattolico italiano

### Settembre
- 6 settembre - Honda Tadamasa, militare giapponese (n. 1575)
- 13 settembre - Anna d'Assia-Darmstadt, nobile (n. 1583)
- 18 settembre - Dorotea del Palatinato-Simmern, nobildonna e principessa tedesca (n. 1581)
- 21 settembre - Federico Borromeo, cardinale italiano (n. 1564)
- 22 settembre - Clemente da Noto, religioso e presbitero italiano (n. 1558)

### Ottobre
- 7 ottobre - Katō Yoshiaki, militare giapponese (n. 1563)
- 14 ottobre - Manuel Esteban Muniera, vescovo cattolico spagnolo (n. 1568)
- 14 ottobre - Sofia di Meclemburgo-Güstrow, regina (n. 1557)
- 20 ottobre - Michael Maestlin, astronomo e matematico tedesco (n. 1550)
- 26 ottobre - Lewis Bayly, vescovo anglicano e teologo britannico
- 26 ottobre - Catherine de Parthenay, umanista, poeta e mecenate francese (n. 1554)
- 27 ottobre - Iacopo Cicognini, poeta e drammaturgo italiano (n. 1577)
- 31 ottobre - Hoshina Masamitsu, militare giapponese (n. 1561)

### Novembre
- 1º novembre - Maria Maddalena d'Austria, nobile (n. 1589)
- 2 novembre - Takenaka Shigekado, militare giapponese (n. 1573)
- 8 novembre - Ashina Morishige, militare giapponese (n. 1575)
- 30 novembre - Jacobus Bontius, medico olandese (n. 1592)
- 30 novembre - Pompeo Caimo, medico italiano (n. 1568)

### Dicembre
- 5 dicembre - Tommaso Caracciolo, militare italiano (n. 1572)
- 9 dicembre - Liborius Wagner, presbitero tedesco (n. 1593)
- 18 dicembre - Pietro Durazzo, doge (n. 1560)
- 23 dicembre - Michael Drayton, poeta inglese (n. 1563)
- 30 dicembre - Francesco Nori, vescovo cattolico e letterato italiano (n. 1565)

### Senza giorno specificato
- Giovanni Battista Aguggiari, religioso italiano
- Giovanni Aicardi, architetto e ingegnere italiano (n. 1550)
- Arent Arentsz, pittore fiammingo (n. 1585)
- Mourad Bey, sovrano tunisino
- Martino Bonacina, vescovo cattolico e giurista italiano (n. 1585)
- Carlo di Guisa, nobile francese (n. 1555)
- Giovanni Carlone, pittore italiano (n. 1584)
- Lorenzo Ceccato, artista italiano
- Donato Donati, mercante e banchiere italiano (n. 1550)
- Antonio Gandino, pittore italiano (n. 1560)
- Alessandro Giustiniani Longo, doge (n. 1554)
- Johannes Hartmann, chimico tedesco (n. 1568)
- Matteo Ingoli, pittore italiano (n. 1586)
- Diego Carrillo de Mendoza y Pimentel, generale spagnolo
- Ono Ozū, pittrice giapponese (n. 1559)
- Giovanni Battista Pasqualini, pittore, intagliatore e incisore italiano (n. 1595)
- Pichou, drammaturgo francese (n. 1600)
- Jan Pynas, pittore olandese
- Zanobi Rosi, pittore italiano (n. 1577)
- Piero Salvestrini, pittore italiano (n. 1574)
- Ksenija Ivanovna Šestova, nobile russa (n. 1560)
- Tomaso Spinola, doge (n. 1557)
- Jorge Manuel Theotocópuli, pittore, scultore e architetto spagnolo (n. 1578)
- Tobias Verhaecht, pittore e disegnatore fiammingo (n. 1561)
- Edward Maria Wingfield, militare, navigatore e politico inglese (n. 1550)
- Francesco Antonio Zimbalo, architetto italiano (n. 1567)
- Pierre de Lancre, magistrato francese (n. 1553)
- Carlotta Brabantina di Nassau, principessa (n. 1580)
- Johanna von Pernstein, nobildonna ceca (n. 1566)

## Calendario
| Calendario 1631 | Calendario 1631 | Calendario 1631 | Calendario 1631 | Calendario 1631 | Calendario 1631 | Calendario 1631 | Calendario 1631 | Calendario 1631 | Calendario 1631 | Calendario 1631 | Calendario 1631 | Calendario 1631 | Calendario 1631 | Calendario 1631 | Calendario 1631 | Calendario 1631 | Calendario 1631 | Calendario 1631 | Calendario 1631 | Calendario 1631 | Calendario 1631 | Calendario 1631 | Calendario 1631 | Calendario 1631 | Calendario 1631 | Calendario 1631 | Calendario 1631 | Calendario 1631 | Calendario 1631 | Calendario 1631 | Calendario 1631 | Calendario 1631 |
| --------------- | --------------- | --------------- | --------------- | --------------- | --------------- | --------------- | --------------- | --------------- | --------------- | --------------- | --------------- | --------------- | --------------- | --------------- | --------------- | --------------- | --------------- | --------------- | --------------- | --------------- | --------------- | --------------- | --------------- | --------------- | --------------- | --------------- | --------------- | --------------- | --------------- | --------------- | --------------- | --------------- |
|                 | 1               | 2               | 3               | 4               | 5               | 6               | 7               | 8               | 9               | 10              | 11              | 12              | 13              | 14              | 15              | 16              | 17              | 18              | 19              | 20              | 21              | 22              | 23              | 24              | 25              | 26              | 27              | 28              | 29              | 30              | 31              |                 |
| Gennaio         | Me              | Gi              | Ve              | Sa              | Do              | Lu              | Ma              | Me              | Gi              | Ve              | Sa              | Do              | Lu              | Ma              | Me              | Gi              | Ve              | Sa              | Do              | Lu              | Ma              | Me              | Gi              | Ve              | Sa              | Do              | Lu              | Ma              | Me              | Gi              | Ve              |                 |
| Febbraio        | Sa              | Do              | Lu              | Ma              | Me              | Gi              | Ve              | Sa              | Do              | Lu              | Ma              | Me              | Gi              | Ve              | Sa              | Do              | Lu              | Ma              | Me              | Gi              | Ve              | Sa              | Do              | Lu              | Ma              | Me              | Gi              | Ve              |                 |                 |                 |                 |
| Marzo           | Sa              | Do              | Lu              | Ma              | Me              | Gi              | Ve              | Sa              | Do              | Lu              | Ma              | Me              | Gi              | Ve              | Sa              | Do              | Lu              | Ma              | Me              | Gi              | Ve              | Sa              | Do              | Lu              | Ma              | Me              | Gi              | Ve              | Sa              | Do              | Lu              |                 |
| Aprile          | Ma              | Me              | Gi              | Ve              | Sa              | Do              | Lu              | Ma              | Me              | Gi              | Ve              | Sa              | Do              | Lu              | Ma              | Me              | Gi              | Ve              | Sa              | Do              | Lu              | Ma              | Me              | Gi              | Ve              | Sa              | Do              | Lu              | Ma              | Me              |                 |                 |
| Maggio          | Gi              | Ve              | Sa              | Do              | Lu              | Ma              | Me              | Gi              | Ve              | Sa              | Do              | Lu              | Ma              | Me              | Gi              | Ve              | Sa              | Do              | Lu              | Ma              | Me              | Gi              | Ve              | Sa              | Do              | Lu              | Ma              | Me              | Gi              | Ve              | Sa              |                 |
| Giugno          | Do              | Lu              | Ma              | Me              | Gi              | Ve              | Sa              | Do              | Lu              | Ma              | Me              | Gi              | Ve              | Sa              | Do              | Lu              | Ma              | Me              | Gi              | Ve              | Sa              | Do              | Lu              | Ma              | Me              | Gi              | Ve              | Sa              | Do              | Lu              |                 |                 |
| Luglio          | Ma              | Me              | Gi              | Ve              | Sa              | Do              | Lu              | Ma              | Me              | Gi              | Ve              | Sa              | Do              | Lu              | Ma              | Me              | Gi              | Ve              | Sa              | Do              | Lu              | Ma              | Me              | Gi              | Ve              | Sa              | Do              | Lu              | Ma              | Me              | Gi              |                 |
| Agosto          | Ve              | Sa              | Do              | Lu              | Ma              | Me              | Gi              | Ve              | Sa              | Do              | Lu              | Ma              | Me              | Gi              | Ve              | Sa              | Do              | Lu              | Ma              | Me              | Gi              | Ve              | Sa              | Do              | Lu              | Ma              | Me              | Gi              | Ve              | Sa              | Do              |                 |
| Settembre       | Lu              | Ma              | Me              | Gi              | Ve              | Sa              | Do              | Lu              | Ma              | Me              | Gi              | Ve              | Sa              | Do              | Lu              | Ma              | Me              | Gi              | Ve              | Sa              | Do              | Lu              | Ma              | Me              | Gi              | Ve              | Sa              | Do              | Lu              | Ma              |                 |                 |
| Ottobre         | Me              | Gi              | Ve              | Sa              | Do              | Lu              | Ma              | Me              | Gi              | Ve              | Sa              | Do              | Lu              | Ma              | Me              | Gi              | Ve              | Sa              | Do              | Lu              | Ma              | Me              | Gi              | Ve              | Sa              | Do              | Lu              | Ma              | Me              | Gi              | Ve              |                 |
| Novembre        | Sa              | Do              | Lu              | Ma              | Me              | Gi              | Ve              | Sa              | Do              | Lu              | Ma              | Me              | Gi              | Ve              | Sa              | Do              | Lu              | Ma              | Me              | Gi              | Ve              | Sa              | Do              | Lu              | Ma              | Me              | Gi              | Ve              | Sa              | Do              |                 |                 |
| Dicembre        | Lu              | Ma              | Me              | Gi              | Ve              | Sa              | Do              | Lu              | Ma              | Me              | Gi              | Ve              | Sa              | Do              | Lu              | Ma              | Me              | Gi              | Ve              | Sa              | Do              | Lu              | Ma              | Me              | Gi              | Ve              | Sa              | Do              | Lu              | Ma              | Me              |                 |